# Ларионов, Сергей Васильевич
Сергей Васильевич Ларионов (род. 4 февраля 1949, д. Малая Екатериновка Екатериновского района Саратовской области.) — советский  и российский учёный в области ветеринарной паразитологии, член-корреспондент РАСХН (2007), член-корреспондент РАН (2014).

## Биография
Окончил Саратовский зооветеринарный институт (1975) и аспирантуру ВНИИ ветеринарной санитарии (1977—1980).
- 1980—1988 ассистент, старший преподаватель, доцент кафедры зоогигиены Саратовского зооветеринарного института.
- 1988—1991 докторант ВНИИ ветеринарной санитарии, гигиены и экологии.
- 1991—2003 профессор кафедры паразитологии (1991—1994), с 1994 заведующий кафедрой паразитологии, эпизоотологии и ветеринарно-санитарной экспертизы, заместитель директора (1998—2001), директор (2001—2003) Института ветеринарной медицины и биотехнологии (с 1995 г. — Саратовская государственная академия ветеринарной медицины и биотехнологии, в 1998 г. вошла в состав Саратовского государственного аграрного университета).

С 2003 г. проректор Саратовского государственного аграрного университета им. Н. И. Вавилова.
Доктор ветеринарных наук (1991), профессор (1993), член-корреспондент РАСХН (2007), член-корреспондент РАН (2014).
Заслуженный ветеринарный врач Российской Федерации (2003), Почётный работник высшего профессионального образования Российской Федерации (2003), Почётный работник науки и техники (2013), награжден серебряной медалью ВДНХ (1981).
Соавтор 11 монографий.
Публикации:
- Демодекоз животных / соавт. Ф. И. Василевич. — М.: ИМА-пресс, 2001. — 253 с.
- Новые лекарственные формы ветеринарных препаратов при паразитарных болезнях / соавт. С. В. Енгашев. — Саратов, 2002. — 298 с.
- Злокачественный рост — негативный процесс эволюции / соавт.: С. С. Бирбин, И. И. Калюжный. — Саратов, 2004. — 171 с.
- Практикум по паразитологии: метод. пособие / соавт.: Ю. М. Давыдов, Л. В. Бычкова и др. — Саратов, 2004. — 306 с.
- Эхинококкоз / соавт.: Э. Х. Даугалиева, Л. В. Бычкова. — Саратов, 2005. — 171 с.
- Выращивание и использование лекарственных трав: моногр. / соавт. М. Н. Худенко. — Саратов, 2009. — 196 с.
- Теоретическая эпизоотология: учеб.пособие / соавт. Л. Г. Белов. — Саратов, 2010. — 240 с.
- Практикум по паразитологии / соавт.: Ю. М. Давыдов и др.- Саратов, 2011. — 248 с.
- Применение математики в зоотехнии, ветеринарии и технологии продуктов питания животного происхождения: учеб.-метод. пособие для студентов.. / соавт. В. П. Корсунов; Сарат. гос. аграр. ун-т им. Н. И. Вавилова. — Саратов: Изд-во Сарат. ун-та, 2014. — 57 с.
- Микология и микотоксикология в ветеринарии и зоотехнии: моногр. / соавт.: В. А. Агольцов, О. М. Попова. — Саратов: Приволж. кн. палата, 2015. — 238 с.